# 韋氏任氏鱂
韋氏任氏鱂為輻鰭魚綱鯉齒目四眼魚科的其中一種，分布於南美洲巴西Santa Catarina 州東部的淡水流域，體長可達7.6公分。

## 擴展閱讀
維基物種上的相關：韋氏任氏鱂